# Ludwig Koch
Ludwig Koch (né le 13 décembre 1866 à Vienne, mort le 26 novembre 1934 à Vienne) est un peintre, sculpteur et illustrateur autrichien.
Ludwig Koch est surtout connu comme un peintre de genre et représentant des chevaux. Il a été longtemps l'hôte de l'École espagnole d'équitation et saisi de nombreux airs relevés. De plus, il s'est consacré à la représentation de l'histoire de la guerre.

## Biographie
Étudiant de 1883 à 1891 à l'Académie des beaux-arts de Vienne, Ludwig Koch est l'élève de Siegmund L’Allemand et August Eisenmenger. Puis il en ressort avec des représentations de l'histoire militaire autrichienne et reçoit un grand prix pour son tableau mettant en scène Gottfried Heinrich von Pappenheim. En 1891, il expose au salon annuel de Vienne son tableau Baptême du feu du régiment de dragons de Windisch-Graetz à la bataille de Kolin.
Il fait des illustrations de paysage et est l'illustrateur de nombreux livres équestres. On le fait membre du Siebener Club, une association d'artistes, principalement des architectes, tels que Josef Hoffmann, Joseph Maria Olbrich und Joseph Urban, d'où viendra le mouvement de la Sécession viennoise. 
Il peint une série de portraits en uniforme de l'armée d'Autriche-Hongrie, qui sera reproduite en carte postale lors de la Première Guerre mondiale. Son engagement dans le service de communication fut court : après l'entrée de l'Italie, il est nommé selon le vœu du commandement sur le front au sud-ouest en juillet 1915 comme peintre de guerre, mais il doit être retiré à cause d'une maladie des reins à l'automne. Il livre au service d'assistance à la guerre une autre série de tableaux L'armée d'Autriche-Hongrie dans la Guerre mondiale et leurs modèles pour l'édition en carte postale. 
Même après l'effondrement de l'Autriche-Hongrie, Koch a consacré de nombreuses œuvres à l'ancienne armée mais aussi des représentations des uniformes de la Bundesheer, l'armée de la Première République d'Autriche.
Outre les scènes militaires, il peint des scènes mettant en scène la vie à Vienne et la famille impériale, les principaux sujets de ses peintures de genre.

## Œuvres
- Portrait à cheval de Maximilian von Rodakowski à la tête des uhlans à la Bataille de Custoza (1866), 1909, Heeresgeschichtliches Museum, Vienne.
- Portrait de Friedrich von Beck-Rzikowsky, 1913, Heeresgeschichtliches Museum, Vienne.
- Alexander von Brosch-Aarenau à la tête du second régiment Kaiserjäger du Tyrol, 1925, Heeresgeschichtliches Museum, Vienne.

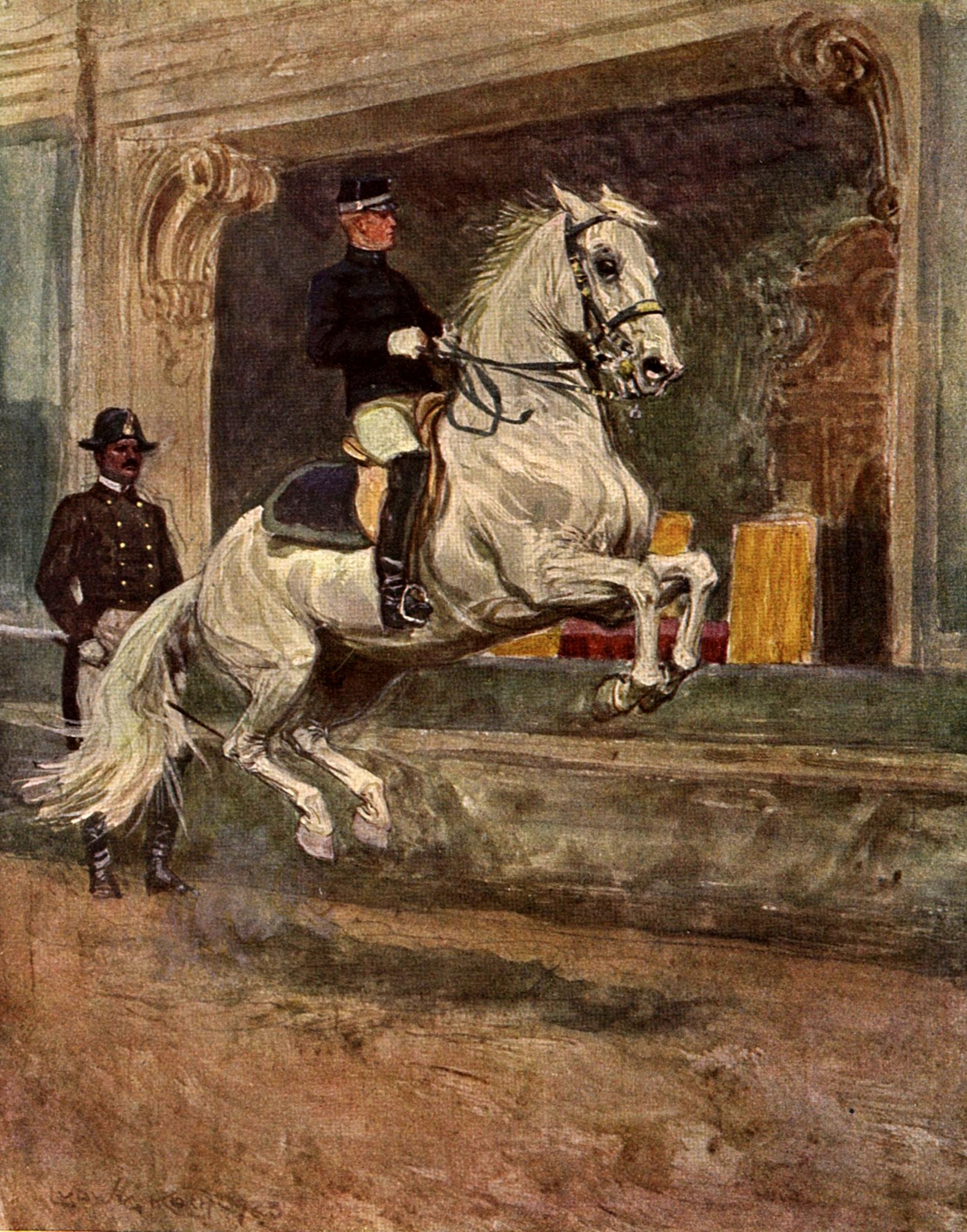
Croupade.
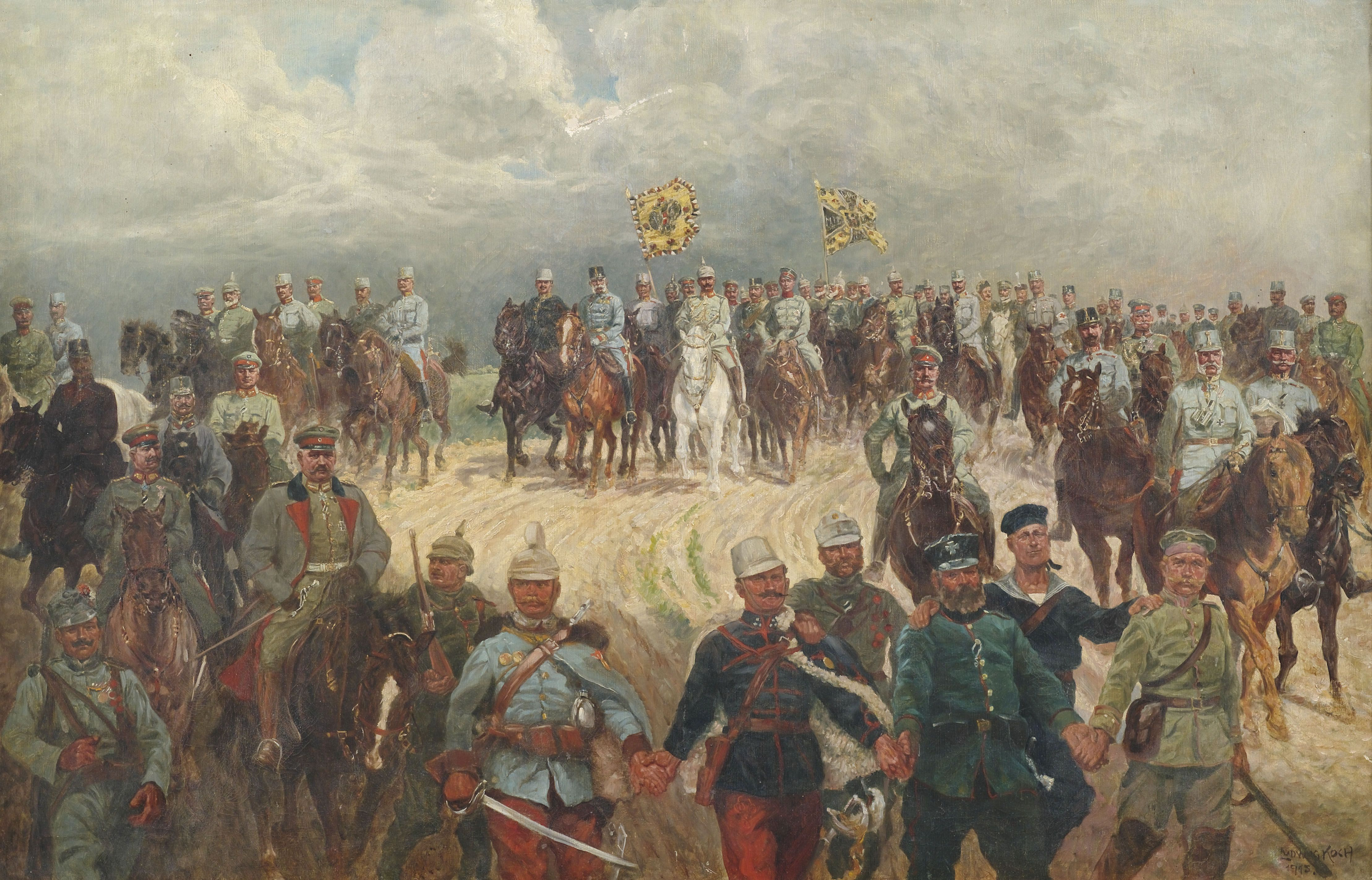
Les monarques avec leurs généraux en chef à la Première Guerre.
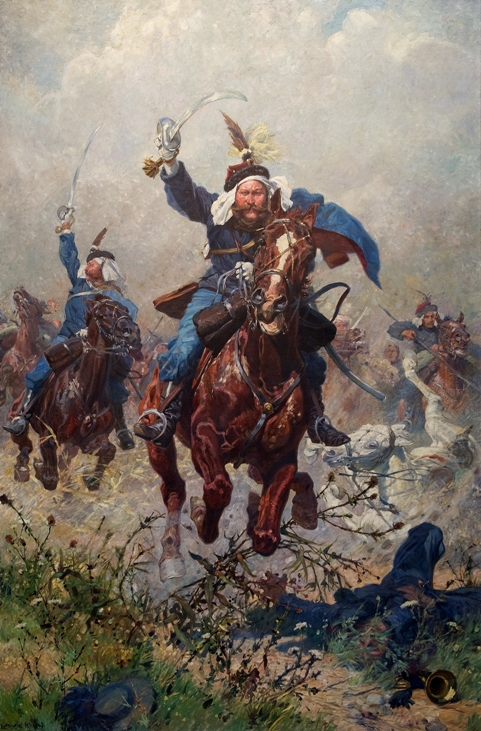
Portrait à cheval de Maximilian von Rodakowski à la tête des uhlans à la Bataille de Custoza (1866).